# Järventakuinen
Järventakuinen (en carélien : Järventaguinen, en finnois : Järventakuinen, en russe : Заозе́рье, Zaozerje) est une municipalité rurale du raïon des rives de l'Onega en république de Carélie.

## Géographie
Järventakuinen est situé sur les rives du lac Lohmoiji, au nord de Solomanni, qui fait partie de Petroskoi.
La municipalité de Järventakuinen a une superficie de 1 072 km2 soit 293,7 km2 sans les eaux du Ladoga.
Järventakuinen est bordée au nord par Novinka et Jänispelto dans le raïon de Kontupohja, à l'est par la commune de Suurlahti du raïon de Karhumäki, au sud par Puujoki du raïon des rives de l'Onega et Petroskoi, ainsi qu'à l'ouest par Suoju du raïon des rives de l'Onega.
La majorité de la zone est forestière.
Järventakuinen est traversé par les rivières Anga, Sjalnaga et Holodnaja. 
Les lacs de la commune sont le lac Onega et le Lohmoijärvi.

## Démographie
Recensements (*) ou estimations de la population
| 2009  | 2010  | 2013  | - |
| ----- | ----- | ----- | - |
| 1 199 | 1 337 | 1 308 | - |